# 约瑟普·伊利契奇
约瑟普·伊利契奇（發音：[jǒsip ǐlitʃitɕ]；1988年1月29日—）是一名斯洛文尼亚足球运动员，司职中场，现在效力于斯洛文尼亞足球甲級聯賽球队馬里博爾。

## 俱乐部生涯
伊利契奇先后在斯洛文尼亚球队特里格拉夫和布里托夫足球青训。2007年，19岁的伊利契奇加入斯洛文尼亚第二级别球队波尼弗卡，开始职业足球生涯。他展现出很高的潜力，一个赛季后就被斯洛文尼亚超级联赛球队英特布鲁克看中并转会加盟。2009/10赛季，英特布鲁克降级，伊利契奇转投馬里博爾，并代表球队参加欧足联欧洲联赛的预选赛。他在预选赛对阵苏格兰球队希伯尼安时踢进两球， 之后又在8月26日进行的附加赛第二回合3比2击败巴勒莫的比赛中射进一球。第二天，巴勒莫向馬里博爾求购伊利契奇和阿尔明·巴契诺维奇。最终两人成功登陆意甲，有报道认为转会费为230万欧元。
2010年9月11日，伊利契奇在巴勒莫2比3不敌布雷西亚的比赛中出场，首次亮相意甲联赛。 他在为巴勒莫的第二次出场对阵卫冕冠军国际米兰即取得进球，不过最终巴勒莫1比2不敌对手。 之后他又先后在对阵尤文图斯、佛罗伦萨和罗马等强队的比赛中取得进球。 伊利契奇的表现吸引了国际米兰、尤文图斯、AC米兰的球队的注意，不过在2011年6月20日，他和巴勒莫续签了一份为期五年的合同。 不过由于帕斯托雷离开球队，伊利契奇独木难支，表现不如第一个赛季出色。
2013年7月23日，伊利契奇转会意甲球队佛罗伦萨，转会费估计为900万欧元。

## 国家队生涯
2010年8月11日，伊利契奇在斯洛文尼亚和澳大利亚的友谊赛中首次代表成年国家队出场。 2013年9月10日，他在2014年世界盃外圍賽对阵塞浦路斯的比赛射进国家队首球，帮助斯洛文尼亚2比0击败对手。

## 外部連結
- Soccerway資料庫：约瑟普·伊利契奇